# Landštejn
Landštejn är en borg i Tjeckien.   Den ligger i regionen Södra Böhmen, i den centrala delen av landet, 130 km söder om huvudstaden Prag. Landštejn ligger 656 meter över havet.